# Haudonville
 Haudonville  là một xã của tỉnh Meurthe-et-Moselle, thuộc vùng Grand Est, đông bắc nước Pháp. Xã này nằm ở khu vực có độ cao trung bình 240 mét trên mực nước biển.
Thị trấn nằm ở tả ngạn sông Mortagne, sông tạo thành phần lớn ranh giới phía bắc Haudonville.